# Colchis
Trong địa lý Hy Lạp-La Mã, Colchis (/ˈkɒlkɪs/ - tiếng Gruzia: კოლხეთი - Kolkheti • tiếng Hy Lạp là Κολχίς - Kolkhis, được cho là bắt nguồn từ tiếng Kartvelia ḳolkheti hoặc ḳolkha) là tên của một khu vực thuộc miền nam Kavkaz. Colchis nằm ở bờ đông biển Đen, trung tâm nằm trên miền tây đất nước Gruzia ngày nay.
Người Colchis là những cư dân bản địa của xứ sở này. Người ta cho rằng họ là những bộ lạc nói ngôn ngữ Kartvelia sơ khai và là tổ tiên của những người Svan, Mingrelia và Laz. Tổ tiên của người Colchis chắc hẳn đã định cư tại duyên hải biển Đen ít nhất là từ thời đại đồ đồng giữa.
Trong hàng thế kỉ trước khi bị Pontus thôn tính vào năm 164 TCN, Colchis là một vương quốc độc lập. Trong sách vở hiện đại, quốc gia này được miêu tả là "hình thái (chính trị) sớm nhất của Gruzia". Về sau, Colchis (vào cuối thời cổ đại còn có tên là Lazica hoặc Egrisi) tiếp tục đóng góp đáng kể cho sự phát triển của vương quốc Gruzia thời Trung cổ, bên cạnh Iberia.
Colchis cũng là một vùng đất giữ vị trí quan trọng trong thần thoại Hy-La.

## Địa lý tự nhiên

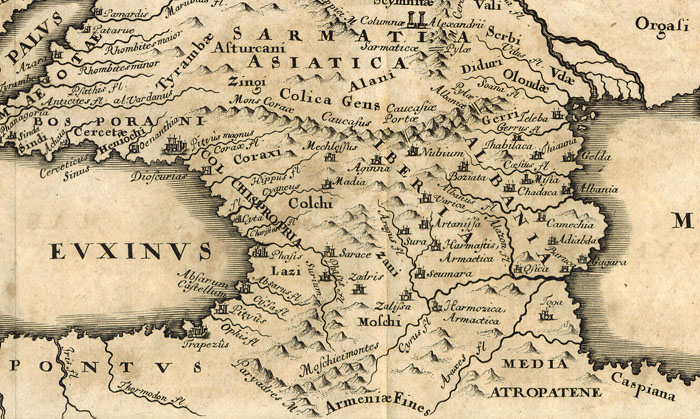
Bản đồ xứ Colchis và Iberia do Christoph Cellarius ấn hành ở Leipzig vào năm 1706

Colchis thường được định nghĩa là một vùng nằm ở bờ đông biển Đen, phía bắc giáp sườn tây nam của dãy núi Đại Kavkaz, phía nam giáp sườn bắc của dãy núi Tiểu Kavkaz ở Gruzia và dãy núi Đông Biển Đen (Karadeniz) ở Thổ Nhĩ Kỳ, phía đông giáp dãy núi Likhi. Trung tâm của vùng là bình nguyên Colchis trải dài giữa Sokhumi và Kobuleti; đa phần bình nguyên này nằm ở độ cao 20 m so với mặt biển. Phần rìa của Colchis là miền núi non thuộc các dãy Đại Kavkaz, Tiểu Kavkaz và Likhi.
Lãnh thổ Colchis phần lớn thuộc miền tây đất nước Gruzia ngày nay, bao trùm các tỉnh Samegrelo, Imereti, Guria, Adjara, Abkhazeti, Svaneti, Racha của Gruzia, các tỉnh Rize, Trabzon và Artvin của Thổ Nhĩ Kỳ (trong lịch sử là các vùng Lazistan, Tao-Klarjeti) và các quận Sochi và Tuapse của Nga.
Colchis có khí hậu hơi ẩm; ở khu vực gần Batumi, lượng mưa hàng năm đạt 4.000 mm, tương đương mức tối đa tuyệt đối của miền tây lục địa Á-Âu. Cảnh quan thiên nhiên Colchis phần nhiều là những rừng mưa ôn đới và đất ngập nước (dọc vùng duyên hải của bình nguyên Colchis), phụ núi cao và đồng cỏ núi cao.